# 帕劳—塞尔维亚关系
帕劳－塞尔维亚关系指的是帕劳和塞尔维亚之间的双边关系，两国皆属于联合国成员国。

## 历史
两国于2019年1月正式建立双边关系，当时帕劳总统小汤米·雷门格绍首次访问贝尔格莱德。这种外交关系是建立在帕劳撤销对科索沃的承认之上的，在此之前巴布亚新几内亚、所罗门群岛和一些其他国家也作出了同样的决定。而帕劳早在2009年承认了科索沃的独立，是第56个承认科索沃独立的国家。塞尔维亚外长伊维察·达契奇曾对铁托逝世以及南斯拉夫解体之后，塞尔维亚未能与太平洋国家建立良好关系而感到自责。